# Promesse sotto la luna
Promesse sotto la luna (Everything and the Moon) è un romanzo della scrittrice americana Julia Quinn pubblicato nel 1997. Il romanzo appartiene alla saga nota come Lyndon Sisters.

## Trama
Victoria Lyndon, figlia di un umile vicario, e Robert Kemble, visconte di Macclesfield, si innamorano perdutamente l’uno dell’altra. Ma quando i loro padri si oppongono al matrimonio, i due giovani vengono separati da un doloroso malinteso. Sette anni dopo, Robert ritorna deciso a riconquistare Victoria, ma lei non è più la ragazza ingenua di un tempo. Ferita e orgogliosa, Victoria fatica a fidarsi di nuovo, mentre i vecchi sentimenti riaffiorano. Una storia di seconde possibilità, perdono e promesse fatte sotto la luna.

## Edizioni
- Julia Quinn, Promesse sotto la luna, Mondadori, 2024.